# بیلندا مولدیک
بیلندا مولدیک (هلندی: Belinda Meuldijk؛ زادهٔ ۷ ژانویهٔ ۱۹۵۵) هنرپیشه، نویسنده اهل هلند است. او در نمایش‌های تلویزیونی و فیلم‌های هلندی حضور داشته و همچنین ترانه‌سرا است.